# Verge
Verge es la segunda recopilación del grupo japonés de producción de música electrónica I've Sound, y es el segundo volumen de la serie "Girls compilation". Al igual que la recopilación anterior, la mayor parte de estas canciones fueron en su tiempo incluidas en eroge. Se publicó el 17 de julio de 2000 y las cantantes que intervienen esta vez son: AYANA, Lia, MELL, Eiko Shimamiya, Mako, AKI, R.I.E. y SHIHO.

## Canciones

### Disco 1
1. MAKO: Bite on the bullet (Canción de apertura de treating 2 U)
Composición: Kazuya Takase
Arreglos: Atsuhiko Nakatsubo
2. AKI: Grow me (Canción de cierre de Linari)
Letra: Yoshida Nagata
Composición y arreglos: Kazuya Takase
3. R.I.E.: Take me high (Canción de cierre de Pile Driver)
Composición: Kazuya Takase
4. MELL: Fall in love (Ending de Costume)
Letra: Seichi Mikami
Composición: Kazuya Takase
5. AKI: Take on your will (Canción de apertura de Doshin: Sanshimai no etude)
Composición: Kazuya Takase
6. Eiko Shimamiya: Dreamer (Canción de apertura de Senpai)
Composición: Kazuya Takase
7. Eiko Shimamiya: Now and heaven (Original del álbum)
Composición: Kazuya Takase
Arreglos: Atsuhiko Nakatsubo
8. AKI: Pure heart sekai no ichban no anata
Letra: KOTOKO
Composición: Kazuya Takase
Arreglos: Tomoyuki Nakazawa
9. MAKO: Treating 2 U (Canción inserta en Treating 2 U)
Composición: Kazuya Takase
Arreglos: Atsuhiko Nakatsubo
10. Lia: Tori no uta (鳥の詩) (Canción de apertura de Air)
Letra: Jun Maeda
Composición: Shinji orito
Arreglos: Kazuya Takase
11. MAKO: Never forget this time (Canción original del álbum)
Letra: Mako
Composición y arreglos: Mako y Kazuya Takase
12. MELL y MIKI: Sora yori chikai yume (空より近い夢) (Original del álbum)
Composición: Kazuya Takase

### Disco 2
1. AYANA: Freak of nature (Canción original del álbum)
Composición: Kazuya Takase
2. Eiko Shimamiya: Hyoketsu no yoru (氷結の夜) (Canción de apertura de Shin Ruriiro no Yuki: Furimukeba Tonari ni)
Letra: Aki Ribahara
Composición: Yui Ishikki
Arreglos: Kazuya Takase
3. AKI: Ride (Canción de cierre de Doshin Sanshimai no etude)
Composición: Kazuya Takase
4. AKI: Two face (Canción de cierre de Baby face)
Letra: Kazuya Takase y Tomoyuki Nakazawa
Composición: Kazuya Takase
5. AYANA: Freak of nature end (Canción original del álbum)
Composición: Kazuya Takase
6. Eiko Shimamiya: Around the mind (Canción de apertura de Phantom Night Mugen no Meikyū II)
Composición: Kazuya Takase
7. SHIHO: Days of promise (Canción de cierre de Dawn*Slave 1&2)
Letra: Sayumi
Composición: Kazuya Takase
Arreglos: Tomoyuki Nakazawa
8. AYANA: Uneasy (Canción inserta en: Ryakudatsu: Kinbaku no Yakata Kanketsu Hen)
Composición: Kazuya Takase
9. AYANA: Discrimination (Canción original del álbum)
Letra: AYANA
Composición: Kazuya Takase
10. Eiko Shimamiya: Garasu no tsuki (ガラスの月) (Segunda canción de cierre de Dawn*Slave 1&2)
Letra: Sayumi
Composición: Tomoyuki Nakazawa
11. Eiko Shimamiya: Verge (Canción publicitaria de Zetsubo image plus)
Composición: Kazuya Takase

- Datos: Q3266722